# Граница Ботсваны и Замбии
Граница Ботсваны и Замбии — государственная граница, разделяющая Ботсвану и Замбию. Является кратчайшей границей в мире между двумя государствами (0,15 км). Проходит по реке Замбези. Через границу проходит дорога А33.

С западной стороны от границы располагается Намибия, с восточной — Зимбабве. На замбийской стороне располагается город Казунгула (Южная провинция), на стороне Ботсваны — сельский населённый пункт Казунгула (Северо-Западный округ)

## Происхождение и история
Граница впервые появилась в 1924 году с образованием британской колонии Северная Родезия (Замбия) в виде границы между британскими протекторатами. В 1964 году, с получением Замбией независимости, в этом месте появилась граница между Британской империей и Замбией, в 1966 году граница пришла к современному виду.